# Wes Brown
Wesley Michael Brown (Manchester, 13. listopada 1979.) bivši je engleski nogometaš koji je igrao na poziciji braniča.
Nogometnu karijeru započeo je u Manchester Unitedu u kojem je proveo 15 sezona. Godinama je bio dio prvog sastava kluba te jedan od njegovih glavnih obrambenih igrača. Od značajnih trofeja osvojio je sedam FA Premier liga, dva FA kupa i dvije UEFA Lige prvaka. Nakon odlaska iz Manchester Uniteda, Brown se pridružio Sunderlandu. Kasnije je igrao za Blackburn Rovers i indijski klub Kerala Blasters.
Za englesku nogometnu reprezentaciju nastupao je od 1999. do 2010. Upisao je 23 nastupa s jednim postignutim pogotkom.

## Priznanja

### Klupska
Manchester United
- FA Premier liga: 1998./99., 2000./01., 2002./03., 2006./07., 2007./08., 2008./09., 2010./11.

- FA kup: 1998./99., 2003./04.

- Engleski Liga kup: 2005./06., 2009./10.

- FA Community Shield: 2007., 2008.

- UEFA Liga prvaka: 1998./99., 2007./08.

## Vanjske poveznice
- Profil, Soccerbase
- Profil, WorldFootball.net